# James H. Cassidy

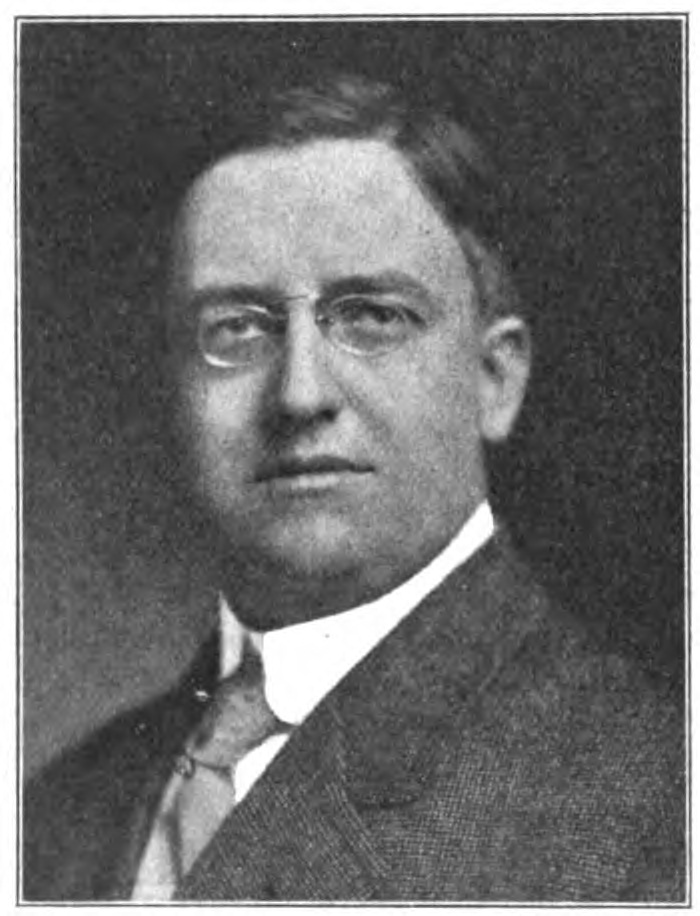
James H. Cassidy

James Henry Cassidy (* 28. Oktober 1869 in Cleveland, Ohio; † 23. August 1926 in New York City, New York) war ein US-amerikanischer Politiker der Republikanischen Partei. Von 1909 bis 1911 war er Mitglied des Repräsentantenhauses der Vereinigten Staaten für den 21. Kongressdistrikt des Bundesstaates Ohio. 

## Biografie
Cassidy wurde in Cleveland geboren. Dort studierte er an der Cleveland State University nach dem Besuch der öffentlichen Schulen Jura. 1899 erhielt er die Zulassung, um als Rechtsanwalt tätig sein zu können. In seiner Geburtsstadt ließ er sich daraufhin als Anwalt nieder. Von 1901 bis 1909 war er Kontorist des House Committee on Rivers and Harbors. 
Als Nachfolger des zurückgetretenen Theodore E. Burton wurde Cassidy 1909 ins US-Repräsentantenhaus gewählt. Dort vertrat er den 21. Kongressdistrikt von Ohio bis 1911. Er kandidierte für eine weitere Legislaturperiode, allerdings erfolglos. Er kehrte nach Cleveland zurück um nahm seine Anwaltstätigkeit wieder auf. Daraufhin war er in verschiedenen Positionen in der Wirtschaft tätig. 
Cassidy starb 1926 in New York City. Er wurde auf dem Maple Grove Cemetery auf Long Island beigesetzt.